# Liste de villes du Liberia

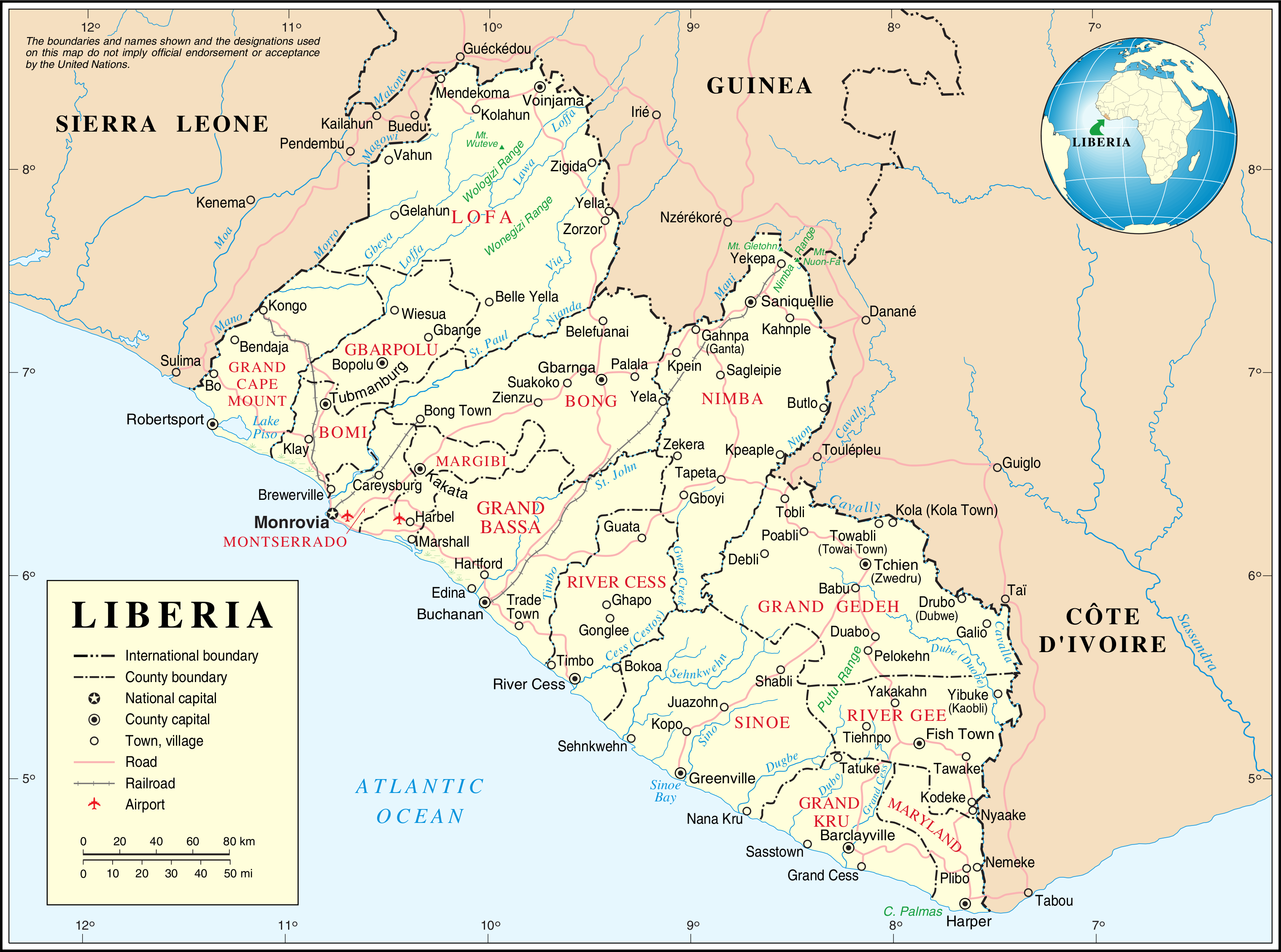
Carte du Liberia

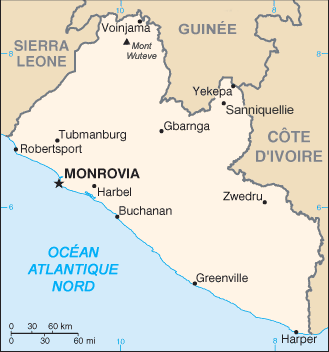
Carte du Liberia

Cet article présente la liste des villes du Liberia.
| N°  | Nom             | Cens. 1974 | Cens. 2008 | Comté                     |
| --- | --------------- | ---------- | ---------- | ------------------------- |
| 1.  | Monrovia        | 204 210    | 1 010 970  | Comté de Montserrado      |
| 2.  | Ganta (Liberia) | 6 356      | 41 106     | Comté de Nimba            |
| 3.  | Buchanan        | 23 999     | 34 270     | Comté de Grand Bassa      |
| 4.  | Gbarnga         | 7 220      | 34 046     | Comté de Bong             |
| 5.  | Kakata          | 9 992      | 33 945     | Comté de Margibi          |
| 6.  | Voinjama        | 6 343      | 26 594     | Comté de Lofa             |
| 7.  | Zwedru          | 6 094      | 23 903     | Comté de Grand Gedeh      |
| 8.  | Harbel          | 11 445     | 23 402     | Comté de Margibi          |
| 9.  | Pleebo          | 6 315      | 22 693     | Comté de Maryland         |
| 10. | Foya            | ...        | 19 522     | Comté de Lofa             |
| 11. | Harper          | 10 627     | 17 837     | Comté de Maryland         |
| 12. | Greenville      | 8 462      | 16 434     | Comté de Sinoe            |
| 13. | Tubmanburg      | 14 089     | 13 144     | Comté de Bomi             |
| 14. | Sagleipie       | ...        | 12 117     | Comté de Nimba            |
| 15. | Sanniquellie    | 6 690      | 11 415     | Comté de Nimba            |
| 15. | Karnplay        | ...        | 7 664      | Comté de Nimba            |
| 16. | River Gbeh      | ...        | 7 313      | Comté de River Gee        |
| 17. | Zorzor          | ...        | 5 131      | Comté de Lofa             |
| 18. | Bensonville     | ...        | 4 089      | Comté de Montserrado      |
| 19. | Robertsport     | 2 562      | 3 933      | Comté de Grand Cape Mount |
| 20. | Fish Town       | ...        | 3 328      | Comté de River Gee        |
| 21. | Bopolu          | ...        | 2 908      | Comté de Gbarpolu         |
| 22. | Barclayville    | ...        | 2 733      | Comté de Grand Kru        |
| 23. | Cesstos City    | 2 041      | 2 578      | Comté de River Cess       |

### Sources
- (de) Cet article est partiellement ou en totalité issu de l’article de Wikipédia en allemand intitulé « Liste der Städte in Liberia » (voir la liste des auteurs).